# Nickelodeon Records
Nickelodeon Records (antes conocida solamente como Nick Records desde 2001 a 2010) es el sello discográfico para el canal de televisión infantil Nickelodeon, creado para ampliar su presencia en el mundo de la música y para construir una marca insignia de bandas sonoras para muchos programas de Nickelodeon. Este grupo identifica y presenta nuevos talentos musicales y artistas jóvenes. El foco principal de los alimentos es marca de la juventud en el mundo de la música, produciendo compilaciones musicales de artistas contemporáneos originales, las canciones y las actuaciones de estrellas Nickelodeon popular. Además, la etiqueta ha consolidado en el mercado de preescolar, con las versiones actuales de Dora la exploradora, los Backyardigans, LazyTown y Go Diego Go! rellenar los niños electrónicos en Nick Jr.. Bob Esponja es destacadas bandas sonoras originales lanzados en agosto de 2001, fue ganada en un único disco de oro de la RIAA Recording Industry Association of America.

## Artistas

### Actuales
- Bob Esponja (1999-presente)
- Kel Mitchell (1996–1999; 2015-presente)

### Ex-artistas
- Maria Gabriela de Faria (2008-2010; 2012-2013; 2015-2017)
- EME15 (2012-2014)
- Max Schneider (2012-2013)
- Alyson Stoner
- Mauricio Henao (2011-2013)
- Sol Rodríguez (2011-2013)
- Sharlene Taule (2011-2013)
- María del Pilar Pérez (2011-2013)
- Rafael de la Fuente (2011-2013)
- Lance Dos Ramos (2011-2013)
- Kimberly Dos Ramos (2011-2012)
- Daniella Monet (2010-2014)
- Elizabeth Gillies (2010–2013)
- Ariana Grande (2010–2013)
- Leon Thomas III (2010-2012)
- Matt Bennett (2010-2012)
- Avan Jogia (2010-2012)
- Big Time Rush (2009-2014)
- Carolina Gaitán (2009-2010)
- Willy Martin (2008-2013)
- Keke Palmer (2008-2012)
- Micaela Castellotti (2008-2010)
- Florencia Otero (2008)
- Victoria Justice (2007;2009-2013)
- Miranda Cosgrove (2007–2012)
- Nat & Alex Wolff (2007-2009)
- Jamie Lynn Spears (2005–2008)
- Drake Bell (2004–2009)
- Danielle Arciniegas (2015-2016)
- Isabela Moner
- Isabella Castillo (2010-2014; 2016-2021)
- Maia Reficco (2018-2021)
- Martin Barba (2015-2019)

### Situaciones especiales
- Jorge Blanco (2012) (Situación Especial: Canción de los KCA México)
- Roberto Carlo (2012) (Situación Especial: Canción de los KCA México)
- Jesse & Joy (2006) (Situación Especial: Banda sonora de Skimo)
- Motel (2006) (Situación Especial: Banda sonora de Skimo)
- Nikki Clan (2008) (Situación Especial: Canción de Nickers)
- Adammo (2011) (Situación Especial: Banda sonora de Grachi)
- Paty Cantú (2011) (Situación Especial: Banda sonora de Grachi)